# Ansgar Evensen
Ansgar Evensen (* 18. April 2000) ist ein norwegischer Skilangläufer.

## Werdegang
Evensen, der für den Vind IL startet, wurde im Jahr 2017 norwegischer Juniorenmeister über 10 km klassisch und von 2017 bis 2020 viermal in Folge Juniorenmeister im Sprint. Bei den Nordischen Junioren-Skiweltmeisterschaften 2019 in Soldier Hollow gewann er die Silbermedaille im Sprint. Zudem errang er dort den vierten Platz mit der Staffel. Im folgenden Jahr wurde er in Konnerud norwegische Meister im Sprint und holte bei den Nordischen Junioren-Skiweltmeisterschaften in Oberwiesenthal die Goldmedaille im Sprint. Zudem kam er dort auf den zehnten Platz mit der Staffel. Sein Debüt im Weltcup hatte er im März 2020 in Drammen, das er auf dem 39. Platz im Sprint beendete. Bei den U23-Weltmeisterschaften 2022 in Lygna wurde er Vierter im Sprint.

## Erfolge

### Siege bei Continental-Cup-Rennen
| Nr. | Datum             | Ort         | Disziplin        | Serie            |
| --- | ----------------- | ----------- | ---------------- | ---------------- |
| 1.  | 13. Dezember 2024 | Lillehammer | Sprint klassisch | Scandinavian-Cup |

### Medaillen bei nationalen Meisterschaften
- 2020: Gold im Sprint